# Pintér Attila (atléta)
Pintér Attila (Budapest, 1977. január 31. –) magyar súlylökő.

## Pályafutása
Pintér Attila 1977.01.31. -én született, születése óta XVI. a kerület lakója.
Kilenc éves korától atletizált, azóta is hű volt a  klubjához (IKARUS BSE).
Serdülő kora óta korosztályában állandó válogatott volt.
Valamennyi korosztályos országos fedett-pályás és szabad pályás országos csúcsot megjavított; Ifi. korában Fejér Géza Olimpia V. helyezett/ 34 éve fennálló rekordját döntötte meg.
Junior fedett-pályás csúcsot adott át a múltnak 1999. február 6-án, a Felnőtt Budapest Bajnokságon.
1996-ban Cipruson rendezett középiskolás világbajnokságon III. helyezést ért el. 1997-ben a junior bajnoki cím mellett a felnőttek között III.
1998-ban a junior bajnoki cím mellett a felnőtt Magyar bajnokságot is megnyerte. 1998-ban juniorként teljesítette a felnőtt Európa-bajnokságra a kiküldetési szintet és sok nemzetközileg elismert súlylökőt előzött meg.
Ilyen fiatalon magyar súlylökő esetében erre még nem volt példa. Az 1999-es évben a Junior Európa-bajnokságon és a Főiskolai Világbajnokságon a Magyar Atlétika Szakvezetése éremnyerésre esélyesként számítja. [forrás?]

## Eredményei
1994. országos csúcs, országos bajnokság 1. hely, világverseny 3. hely (Ciprus).
- 1995. országos bajnokság 1. hely.
- 1996. Kétszeres országos csúcs, országos bajnokság 1. hely. Íjúsági VB Sydney 10. hely (világranglista 10. hely[1]).
- 1997. Felnőtt országos bajnokság 2. hely (juniorként 20 évesen). Felnőtt válogatott viadal 1. hely. Európa-kupa Prága 7. hely.
- 1998. Korosztályos (23 év alatti) bajnokság 1. hely. Korosztályos országos csúcs: 19,07 m. Felnőtt országos bajnokság 1. hely. Felnőtt EB (Budapest) 15. hely (18,94 m).
- 1999. Felnőtt fedett-pályás Magyar bajnokság 1. hely. Korosztályos fedett-pályás bajnokság országos csúcs 19,03 m.
- Egyéni csúcsa: 19,07 m